# Еньо Марковски
Еньо Жеков Марковски е български политик от Българската комунистическа партия, деец на работническото движение в България.

## Биография
Роден е на 9 септември 1873 г. в Шумен. Син е на каменоделец. Завършва право и работи като юрист.
Участва в Първата световна война като офицер от X беломорска дивизия. От 1921 г. е народен представител. След преврата от 9 юни 1923 г. е арестуван. Умира в затвора на 11 октомври 1923 г. Погребан е в гробището в Шумен на централната алея за бележити личности.
В негова чест на името му е наречено VI основно училище, а до 1991 г. – и улица, в Шумен.